# Пупхен

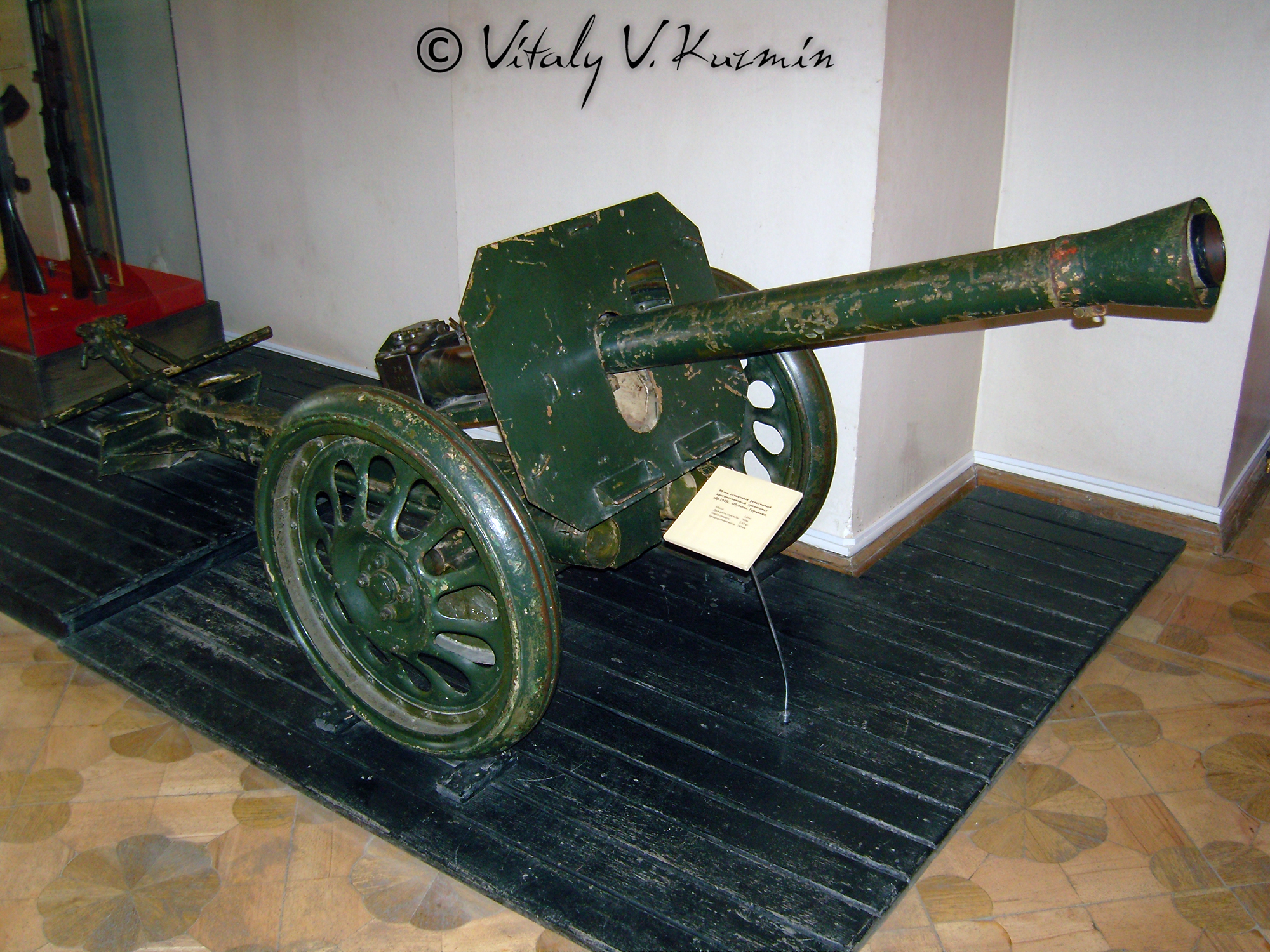

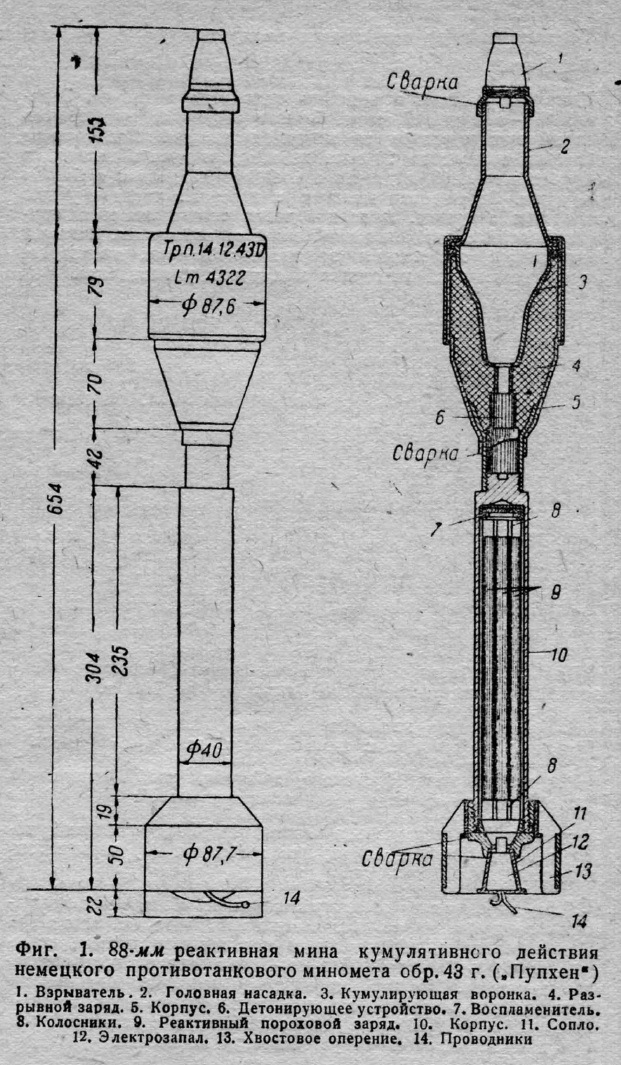
88-мм реактивный снаряд

8,8 cm Raketenwerfer 43 «Puppchen» (нем. Puppchen — Кукла) — немецкое противотанковое орудие (фактически станковый гранатомёт), стрелявшее реактивными снарядами. Использовалось как на Западном, так и на Восточном фронте Второй мировой войны.

## Конструкция
Орудие «Ракетенверфер-43» — результат работы немецких конструкторов, стремившихся создать лёгкое, мобильное и эффективное полевое орудие с реактивными снарядами. Внешне напоминало обычное противотанковое орудие на двух колёсах за бронированным щитом. Было разработано таким образом, чтобы иметь возможность вести огонь ракетами с такой же эффективностью и безопасностью, как и обычными снарядами. Безоткатным не являлось, во время стрельбы закапывалось в землю. Реактивные снаряды эффективно пробивали броню вражеской техники на расстоянии 250 м, а максимальной дальностью стрельбы было расстояние чуть более 800 м.
Эти гранатомёты, своим видом напоминающие игрушечное артиллерийское орудие (откуда и пошло их неофициальное название), появились на вооружении германской пехоты в 1944 году. В основу действия гранатомёта был положен активно-реактивный принцип. Стрельба из него велась 88-мм реактивными кумулятивными минами Pz. Gr. 4312 весом 2,65 кг. Скорость полёта мины составляла 200 м/с, на расстоянии 180—200 метров она пробивала стальную плиту толщиной 150—180 мм. Эта реактивная мина аналогична мине противотанкового ружья «Офенрор» и отличается только длиной и тем, что её запуск производится не электрозарядом, а ударным механизмом, воспламеняющим капсюль метательного заряда.
Конструктивно гранатомёт состоит из 6 основных частей: ствола с казёнником, противовеса, верхнего станка, нижнего станка и колёс. Имеется также лёгкое щитовое прикрытие — лист броневой стали толщиной 3 мм с загнутыми внутрь краями и с окном для прицеливания.
Ствол гранатомёта представляет собой гладкостенную трубу длиной 1600 мм с внутренним диаметром 88 мм. Запирание канала ствола производится затвором, в котором собраны предохранительный, ударный и запирающий механизмы.
Лафет гранатомёта состоит из верхнего станка, на котором установлен ствол и закреплено щитовое прикрытие, и нижнего станка, снабжённого однобрусной станиной и колёсным ходом с двумя штампованными колёсами с резиновыми шинами. Лафет позволял осуществлять наводку гранатомёта с максимальным углом возвышения ствола +25 градусов, угол склонения равнялся 20 градусам, горизонтальный обстрел вёлся в диапазоне 60 градусов. При установке гранатомёта на полозья обеспечивался круговой обстрел. Наводка гранатомёта на цель производилась вручную, поворотный и подъёмный механизмы отсутствовали. В качестве прицельных приспособлений использовались мушка и открытый прицел с насечкой от 180 до 700 метров.

## Служба
88-мм станковый гранатомёт образца 1943 года представляет собой простое и достаточно эффективное противотанковое средство, использовавшееся немецкой пехотой на заключительном этапе Второй Мировой войны. По состоянию на 1 марта 1945 года в частях вермахта и войск СС насчитывалось 1649 гранатомётов образца 1943 года. Всего же их было изготовлено 3150 единиц. Несколько экземпляров сейчас находятся в музеях.